# Arturo Boniforti
Arturo Boniforti (Saronno, Provincia de Varese, Italia, 6 de enero de 1912 - Saronno, Provincia de Varese, Italia, 22 de septiembre de 1943) fue un futbolista italiano. Se desempeñaba en la posición de centrocampista. Su hermano Enrico también fue futbolista.

## Clubes
| Club              | País   | Año         |
| ----------------- | ------ | ----------- |
| F. C. Saronno     | Italia | 1932 - 1934 |
| U. S. Foggia      | Italia | 1934 - 1936 |
| Ars et Labor      | Italia | 1936 - 1939 |
| A. C. Ferrara     | Italia | 1939 - 1940 |
| Bologna F. C.     | Italia | 1940 - 1941 |
| Aurora Pro Patria | Italia | 1941 - 1943 |

## Palmarés

### Campeonatos nacionales
| Título  | Club          | País   | Año     |
| ------- | ------------- | ------ | ------- |
| Serie A | Bologna F. C. | Italia | 1940-41 |